# 墓ノ木自然公園
墓ノ木自然公園（はかのきしぜんこうえん）は、富山県下新川郡入善町にある公園・無料キャンプ場である。

## 概要
黒部川扇状地扇頂部の河川敷に位置し、面積22.23haを有する公園で、自然とのふれあいを生かした公園として散策やキャンプなどで賑わっている。黒部市の中ノ口緑地公園と隣接している。
公園内の無料キャンプ場は、小川が周囲をめぐらし、水遊びや釣りができるなど施設の利用に彩りを添えている。
設備としては、トイレが設置されている。
なお、冬季間（12～3月）はキャンプ場が利用不可となる。

## 歴史
1973年12月19日に事業着手し、1974年3月30日に開設。1975年8月1日にキャンプ場が完成し、1976年7月に拡張工事が完成した。

## 自然
この一帯は近郊でも有数の野鳥の宝庫として知られ、オオルリやツグミ、キビタキなどヒタキ科の野鳥や色鮮やかなカワセミやヤマセミのほか、ノスリ、ハヤブサ、チョウゲンボウなどの猛きん類も観察される。特に、4月中旬から5月下旬にかけて北の大地に帰る冬鳥と南の島から渡ってきた夏鳥が交錯しており、バードウォッチングの好季節である。
また、ここにはアキグミやコゴメヤナギ、ヌルデなどが自生しているほか、ヤマハンノキ、ヒメヤマシャブリ、リョーブ、フデリンドウなど深山性の植物が見られる。

## 周辺施設
- 黒部川明日温泉
- 中ノ口緑地公園

## アクセス
あいの風とやま鉄道線入善駅から車で20分。
または、富山地方鉄道本線愛本駅から徒歩40分、約3kmの位置にある。